# Eriauchenius ambre
Eriauchenius ambre is een spinnensoort uit de familie Archaeidae. De soort komt voor in Madagaskar.